# Patrick Villas
 (août 2025).
Patrick Villas est un sculpteur contemporain belge né en 1961 qui travaille actuellement en France.

## Biographie
Patrick Villas étudie à l'académie le dessin ainsi que la peinture. Il apprend la sculpture par lui-même, passant des heures au zoo d'Anvers à observer les félins. C’est ce même zoo qui en 2002 lui commande un jaguar pour ses jardins.
Il est exposé partout au monde depuis 1991. La faïencerie belge Royal Boch lui a commandé à deux reprises une série d’animaux. Daum France a édité deux de ses sculptures en cristal : une tête de panthère en 2018 et une tête de lion en 2021. Villas a reçu de grandes expositions personnelles entre autres au Centre d'art contemporain de la Matmut en 2016 et des expositions en plein air de pièces monumentales dans les villes de Compiègne en 2017 à Bagnoles de l'Orne en 2020 et en 2022 à Neufchâteau et à Megève. Ses œuvres ont été présentées dans des foires internationales comme Tefaf à Maastricht, Masterpiece à Londres et la PAD à Paris. Ses pièces figurent dans de nombreuses collections privées et publiques importantes. Villas a eu des commandes publiques du zoo d'Anvers, du village de Robécourt (Vosges) et du Département de l'Orne. En 2023, une exposition lui est consacrée au Musée Pompon.
En 2025, Villas a été sélectionné pour participer à The Ark, l’exposition collective estivale de The Church à Sag Harbor (New York), organisée par Eric Fischl. L’exposition réunit des sculptures animalières de plus de 40 artistes internationaux, et explore la relation entre l’homme, l’animal, la nature et le soi. Parmi les autres artistes exposés figurent notamment Louise Bourgeois, Kiki Smith, Maurizio Cattelan, Bruce Nauman et William Kentridge.
Les Éditions Fondation Charles Catteau publient un ouvrage d'art de 352 pages écrit par Marc Pairon sur l'œuvre de Patrick Villas en 2022, intitulé "The Broken Bowl" (La Coupe Cassée).

## Œuvre
Patrick Villas est un sculpteur animalier dans la lignée de Rembrandt Bugatti, il développe un bestiaire varié mais dont les œuvres les plus saisissantes sont sans conteste les félins qu’il se plaît à observer au zoo d’Anvers. 
Ces derniers sont l’occasion pour lui d’étudier les différentes postures des félins ainsi que leur mouvement et leurs comportements.
Pour ce faire, il travaille d’abord sur le squelette, la trame interne du félin pour ainsi dégager les lignes de force de l’animal. La technique de Patrick Villas a évolué ces dernières années vers un rendu plus abstrait permis par un travail se basant sur le papier adhésif plutôt que la terre. Ce dernier permet un éclatement de la forme en une multitude de facettes.
L’artiste reste donc à la limite entre abstraction et figuration, le motif est présent mais moins intelligible.